# António de Amorim Pires Toste
António de Amorim Pires Toste (Angra do Heroísmo, 19 de março de 1866 — Angra do Heroísmo, 22 de maio de 1932) foi um engenheiro civil, professor, jornalista e político que, entre outras funções, foi director do serviço de Obras Públicas da Junta Geral do Distrito de Angra do Heroísmo, procurador àquela Junta Geral, presidente de Câmara Municipal de Angra do Heroísmo e governador civil do Distrito Autónomo de Angra do Heroísmo.

## Biografia
Nasceu na freguesia da Conceição da cidade de Angra do Heroísmo, cidade onde concluiu o ensino secundário. Licenciado em engenharia civil, regressou à ilha Terceira, onde exerceu as funções de director do Serviço de Obras Públicas da Junta Geral do Distrito Autónomo de Angra do Heroísmo, funções que acumulou com as de professor provisório do Liceu Nacional de Angra do Heroísmo.
Exerceu também relevantes funções políticas, tendo sido procurador à Junta Geral do Distrito Autónomo de Angra do Heroísmo e governador civil do Distrito Autónomo de Angra do Heroísmo entre 22 de março de 1922 e 28 de setembro de 1923.
Foi presidente da Câmara Municipal de Angra do Heroísmo entre 7 de Dezembro de 1911 a 21 de Maio de 1912 e professor provisório auxiliar do 5.º e 6.º grupo do Liceu Nacional de Angra do Heroísmo, vogal correspondente do Conselho Superior dos Monumentos Nacionais e membro da Comissão Distrital de Estatística.
Foi um importante jornalista com colaborações tem em vários jornais de Angra do Heroísmo.